# Partikommunism
Partikommunism, kommunism som bygger på ett partis ledande av den socialistiska revolutionen eller omvälvningen av samhället. Så gott som alla kommunistiska rörelser har från Karl Marx ärvt idén om kommunistpartiets övertagande av staten vilket skulle resultera i proletariets diktatur, det vill säga arbetarklassens övertagande av maktapparaten.
Som exempel på icke-partipolitisk kommunism kan nämnas Pjotr Kropotkins och Michail Bakunins anarkistiska kommunism vilken också benämns social anarkism. Dessa avvisar det auktoritära draget hos traditionell kommunism.